# Luc Mercelina
Luc Mercelina, né le 6 décembre 1964, est un chirurgien et un homme politique sur la partie néerlandaise de l'île de Saint-Martin. Il est le fondateur et chef du Mouvement résilient uni de Saint-Martin (URSM), et depuis le 3 mai 2024, il est le Premier ministre de Saint-Martin.

## Biographie

### Enfance et formation
Luc Mercelina est né le 6 décembre 1964 à Curaçao. Il est le deuxième enfant de Milo Mercelina, un descendant Bonairien, et de Juliette S.F. Fleming originaire de Marigot, chef-lieu de la partie française de Saint-Martin. Il obtient son diplôme de médecine à l'université de Maastricht en 1990 et commence sa carrière professionnelle à Curaçao où il exerce à Santa Rosa de 1990 à 1992. Il se spécialise en chirurgie à l'UZ Leuven en Belgique jusqu'en 1998 puis exerce comme chirurgien pendant un an aux Pays-Bas, avant de s'installer à Saint-Martin à partir de 1999 et exercer pendant dix années au Sint Maarten Medical Center (SMMC). À partir de 2009, il revient travailler en Belgique et exerce en parallèle comme professeur à l'université de Maastricht jusqu'à son retour au SMMC en 2016.

### Carrière politique
Luc Mercelina fait ses débuts en politique lors des élections législatives de 2018 sur la liste des Démocrates unis (UD). À l'issue du scrutin, il obtient personnellement 370 voix et est élu aux États de Saint-Martin — le parlement de l'île — où il siège du 2 avril 2018 au 10 février 2020,. En septembre 2019, lui et le député Chanel Brownbill décident de quitter l'UD et de devenir des élus indépendants provoquant ainsi la chute du deuxième gouvernement de Leona Marlin-Romeo. Pour les élections législatives anticipées de 2020, il se présente sous l'étiquette du Parti populaire uni (UP) mais ne reçoit que 274 voix et perd son siège au parlement.
Il quitte l'UP en 2021 pour fonder le Mouvement résilient uni de Saint-Martin (URSM),. Il participe avec son nouveau parti aux élections législatives janvier de 2024 à l'issue desquelles il remporte deux sièges, ce qui lui permet d'être de nouveau élu au parlement avec 704 voix sur le total des 2028 voix remportées par l'URSM,.
À la suite d'un accord de coalition entre le Parti démocrate, le Parti pour le progrès et le parti Nation opportunité richesse (NOW), le gouverneur de l'île Ajamu Baly nomme Luc Mercelina comme formateur du futur gouvernement,. Il devient alors le candidat de la coalition pour la fonction de Premier ministre. Il prête serment le 7 février 2024 en tant que député aux États mais démissionne le 3 mai suivant pour prendre sa fonction de Premier ministre.
Son gouvernement est cependant mis en minorité le 20 mai 2024 à la suite de la défection d'un député de NOW, seulement dix-sept jours après son entrée en fonction. Confronté à cette situation, Luc Mercelina annonce le lendemain avoir demandé au gouverneur de dissoudre l'Assemblée et convoque des élections anticipées pour le 19 août. Il est reconduit dans ses fonctions en formant un nouveau gouvernement de coalition le 22 août.